# Fechtweltmeisterschaften 2025
Die Fechtweltmeisterschaften 2025 wurden vom 22. bis zum 30. Juli in der georgischen Hauptstadt Tiflis ausgetragen.

## Ergebnisse

### Männer
| Disziplin          | Gold                                                                  | Silber                                                                       | Bronze                                                                         |
| ------------------ | --------------------------------------------------------------------- | ---------------------------------------------------------------------------- | ------------------------------------------------------------------------------ |
| Degen              | Kōki Kanō                                                             | Gergely Siklósi                                                              | Masaru Yamada                                                                  |
| Degen              | Kōki Kanō                                                             | Gergely Siklósi                                                              | Nikita Koschman                                                                |
| Florett            | Ryan Choi                                                             | Kirill Borodatschow                                                          | Gergő Szemes                                                                   |
| Florett            | Ryan Choi                                                             | Kirill Borodatschow                                                          | Maxime Pauty                                                                   |
| Säbel              | Sandro Basadse                                                        | Jean-Philippe Patrice                                                        | Ahmed Hesham                                                                   |
| Säbel              | Sandro Basadse                                                        | Jean-Philippe Patrice                                                        | Luca Curatoli                                                                  |
| Degen Mannschaft   | JapanSeiya Asami Kōki Kanō Akira Komata Masaru Yamada                 | UngarnTibor Andrásfi Zsombor Keszthelyi Máté Tamás Koch Gergely Siklósi      | KasachstanRuslan Kurbanow Elmir Alimschanow Kirill Prochodow Wadim Scharlaimow |
| Florett Mannschaft | ItalienGuillaume Bianchi Alessio Foconi Filippo Macchi Tommaso Marini | Vereinigte StaatenNick Itkin Bryce Louie Alexander Massialas Gerek Meinhardt | UngarnDániel Dósa Andor Mihályi Gergő Szemes Gergely Tóth                      |
| Säbel Mannschaft   | ItalienLuca Curatoli Michele Gallo Matteo Neri Pietro Torre           | UngarnCsanád Gémesi Nikolász Iliász Krisztián Rabb Áron Szilágyi             | RumänienVlad Covaliu George Dragomir Radu Nițu Răzvan Ursachi                  |

### Frauen
| Disziplin          | Gold                                                                                    | Silber | Bronze                                                            |
| ------------------ | --------------------------------------------------------------------------------------- | --- | ----------------------------------------------------------------- |
| Degen              | Wlada Charkowa                                                                          | Katrina Lehis                                                                                                | Irina Embrich                                                     |
| Degen              | Wlada Charkowa                                                                          | Katrina Lehis                                                                                                | Song Se-ra                                                        |
| Florett            | Lee Kiefer                                                                              | Pauline Ranvier                                                                                              | Anna Cristino                                                     |
| Florett            | Lee Kiefer                                                                              | Pauline Ranvier                                                                                              | Martina Favaretto                                                 |
| Säbel              | Jana Jegorjan                                                                           | Zuzanna Cieślar                                                                                              | Pan Qimiao                                                        |
| Säbel              | Jana Jegorjan                                                                           | Zuzanna Cieślar                                                                                              | Alina Komaschtschuk                                               |
| Degen Mannschaft   | FrankreichMarie-Florence Candassamy Alexandra Louis-Marie Lauren Rembi Éloïse Vanryssel | Individuelle Neutrale AthletenMilen Bavuge Khabimana Jana Bekmursowa Aisanat Murtasajewa Kristina Jasinskaja | SüdkoreaKim Hyang-eun Lee Hye-in Lim Tae-hee Song Se-ra           |
| Florett Mannschaft | Vereinigte StaatenEmily Jing Lee Kiefer Jaelyn Liu Lauren Scruggs                       | FrankreichAnita Blaze Éva Lacheray Morgane Patru Pauline Ranvier                                             | ItalienAnna Cristino Arianna Errigo Martina Favaretto Alice Volpi |
| Säbel Mannschaft   | FrankreichSara Balzer Faustine Clapier Sarah Noutcha Toscane Tori                       | SüdkoreaChoi Se-bin Jeon Ha-young Kim Jeong-mi Seo Ji-yeon                                                   | UngarnSugár Katinka Battai Renáta Katona Liza Pusztai Luca Szűcs  |

## Medaillenspiegel
| Platz  | Land                           | Gold | Silber | Bronze | Gesamt |
| ------ | ------------------------------ | ---- | ------ | ------ | ------ |
| 1      | Frankreich                     | 2    | 3      | 1      | 6      |
| 2      | Vereinigte Staaten             | 2    | 1      | —      | 3      |
| 3      | Italien                        | 2    | —      | 4      | 6      |
| 4      | Japan                          | 2    | —      | 1      | 3      |
| 5      | Individuelle Neutrale Athleten | 1    | 2      | —      | 2      |
| 6      | Ukraine                        | 1    | —      | 2      | 3      |
| 7      | Georgien                       | 1    | —      | —      | 1      |
| 7      | Hongkong                       | 1    | —      | —      | 1      |
| 9      | Ungarn                         | —    | 3      | 3      | 6      |
| 10     | Südkorea                       | —    | 1      | 2      | 3      |
| 11     | Estland                        | —    | 1      | 1      | 2      |
| 12     | Polen                          | —    | 1      | —      | 1      |
| 13     | Ägypten                        | —    | —      | 1      | 1      |
| 13     | China                          | —    | —      | 1      | 1      |
| 13     | Kasachstan                     | —    | —      | 1      | 1      |
| 13     | Rumänien                       | —    | —      | 1      | 1      |
| Gesamt | Gesamt                         | 12   | 12     | 18     | 42     |